# ويلمر كابريرا جونيور
ويلمر كابريرا جونيور (بالإسبانية: Wilmer Cabrera Jr.)‏ هو لاعب كرة قدم كولومبي في مركز الهجوم، ولد في 29 يوليو 2000 في كولومبيا. لعب مع Rio Grande Valley FC Toros ‏.